# Macrobiotus halophilus
Espèce
Macrobiotus halophilus est une espèce de tardigrades de la famille des Macrobiotidae.

## Distribution
Cette espèce est endémique du Portugal. Elle se rencontre vers Cascais.

## Publication originale
- Fontoura, Rubal & Veiga, 2017 : Two new species of Tardigrada (Eutardigrada: Ramazzottiidae, Macrobiotidae) from the supralittoral zone of the Atlantic Iberian Peninsula rocky shores. Zootaxa, no 4263(3), p. 450–466.